# Izu-Bonin-Marianen-Inselbogen

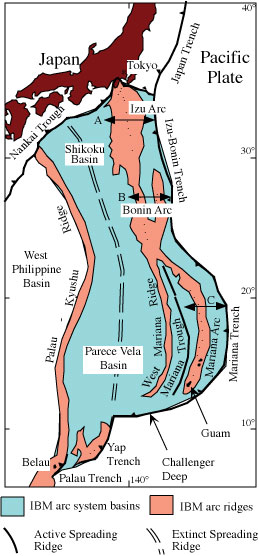

Der Izu-Bonin-Marianen-Inselbogen (IBM) ist ein Komplex aus mehreren einzelnen in Nord-Süd-Richtung verlaufenden Inselbögen und Backarc-Becken im West-Pazifik. Die entsprechende Subduktionszone erstreckt sich über rund 2800 km von der japanischen Hauptinsel Honshu im Norden bis südlich über Guam hinaus. In dieser Subduktionszone taucht der geologisch älteste Teil der Pazifischen Platte steil nach Westen unter die Philippinische Platte ab.
Die über die Meeresoberfläche hinausragenden Teile des Inselbogen-Komplexes bilden die folgenden namensgebenden vulkanischen Inselketten (von Norden nach Süden):
- Izu-Inseln
- Bonininseln
- Marianen

Östlich entlang des Inselbogen-Komplexes verlaufen mit dem Boningraben und dem Marianengraben Tiefseerinnen, in denen die weltweit größten Meerestiefen gemessen wurden (siehe u. a. Challengertief).